# Сіра акула нервова
Сіра акула нервова (Carcharhinus cautus) — акула з роду Сіра акула родини сірі акули. Інші назви «ляклива сіра акула», «обережна акула».

## Опис
Загальна довжина досягає 1,5 м. Зазвичай має розмір у 1-1,3 м. Спостерігається статевий диморфізм: самиці трохи більше за самців. Голова коротка, широка. Морда округла. Очі великі, овальні, горизонтальної форми з мигательною перетинкою. У переднього краю ніздрів є соскоподібний виступ. Борозни у кутах рота не виражені. Рот відносно великий. На верхній щелепі присутні 25-30 робочих зубів. Вони вузькі, мають нахил усередину пащі й до країв рота, із жорстко зазубреними крайками. Нижня щелепа має 23-28 тонких, вертикальних зубів, із дрібними зубчиками по краях. Тулуб товстий, веретеноподібний. Грудні плавці довгі, серпоподібні, із загостреними кінчиками. Має 2 спинних плавця. Передній значно більше за задній. Передній спинний плавець має серпопідбну форму, з гострим кінчиком. Його основу розташовано навпроти задніх країв грудних плавців. Задній спинний плавець розташовано навпроти анального плавця. Хвостовий плавець гетероцеркальний, верхня лопать більш довга. У кінчика верхньої лопаті є виріз-«вимпел». На хвостовому стеблі, перед основою верхньої лопаті, є виїмка у вигляді напівмісяця.
Забарвлення спини коричнево-сіре з бронзовим відливом. Черево має білий колір. З боків присутня слабко помітна світла поздовжня смуга. Нижня лопать хвостового плавця й кінчики грудних плавців темні, майже чорні. Вздовж передньої крайки спинних та грудних плавців, а також верхньої лопаті хвостового плавця присутня чорна смужка.

## Спосіб життя
Тримається на невеликій глибині, неподалік від берега, уникаючи місцин зі значною водяною рослинністю. За присутності людей веде себе доволі боязко, також швидко упливає. За це отримала свою назву. Живиться дрібними костистими рибами, молюсками, переважно кальмарами, черевоногими та двостолковими молюсками, креветками, лангустами, крабами, морськими зміями.
Статева зрілість у самців настає у 4 роки та розмірі 80 см, самиць — 6 років та 90 см відповідно. Парування відбувається у жовтні-листопаді. Це живородна акула. Вагітність триває від 8 до 11 місяців. Самиця народжує 1-6 місяців завдовжки 35-40 см. Народження відбувається 1 раз у 2 роки.
Тривалість життя становить для самців 12 років, для самиць — 16 років.
М'ясо їстівне, проте промислового вилову цієї акули не ведеться. Для людини не становить загрози.

## Розповсюдження
Мешкає біля узбережжя північної Австралії, південно-східної акваторії острова Нова Гвінея, Соломонових островів.